# Abd Al·lah ibn Muhàmmad ibn Man
Abu-Muhàmmad Abd-Al·lah (o Ubayd-Al·lah) ibn Muhàmmad ibn Man ibn Muhàmmad ibn Sumàdih Izz-ad-Dawla (o Ízzat-ad-Dawla), més conegut senzillament com Izz-ad-Dawla (o Ízzat-ad-Dawla) ibn Sumàdih, fou, possiblement, el darrer emir sumadíhida d'Almeria. Va succeir al seu pare Muhàmmad ibn Man ibn Sumàdih al-Mútassim quan va morir el 15 de maig de 1091. Era poeta com el seu pare. Les font no estan totalment d'acord i algunes citen com a successor al seu germà Abu-Jàfar (o Abu-Marwan) Àhmad ibn Muhàmmad ibn Man ibn Muhàmmad ibn Sumàdih, potser titulat Muïzz-ad-Dawla.
Davant l'amenaça almoràvit, l'emir va abandonar el país per refugiar-se a Bugia, i va deixar el govern al seu parent Mawr-ad-Dawla ibn Sumàdih, que al cap de poc va haver d'entregar Almeria als almoràvits.